# 跛蜥屬
跛蜥屬（屬名：Claudiosaurus）是種已滅絕的雙孔類爬行動物，生存於二疊紀晚期的馬達加斯加。
跛蜥是最早的新雙弓類物種之一，新雙弓類的範圍是大部分的雙孔亞綱，不包含原始的纖肢龍目。跛蜥的身長約60公分，有相當長的身體與頸部。跛蜥被推斷是半海生動物，方活方式類似現代的海鬣蜥。這個理論的主要原因是跛蜥身體有大量軟骨，並缺乏堅硬的骨頭，如果牠們生存在陸地上，會在支撐重量上產生問題。牠們的胸骨發展不良好，也妨礙牠們生存於陸地上。牠們可能將四肢緊靠身體，擺動身體與尾巴，以在水中推動前進。